# László Csávás
László Csávás (* 19. September 1934 in Budapest) ist ein ehemaliger ungarischer Skispringer.

## Werdegang
Csávás startete ab 1962 bei der Vierschanzentournee. Bei der Vierschanzentournee 1962/63 erreichte er nach einem 41. Platz in Oberstdorf, einem 45. Platz in Innsbruck, einem 25. Platz in Garmisch-Partenkirchen und dem 33. Platz in Bischofshofen am Ende den 29. Platz der Gesamtwertung. Bei der Vierschanzentournee 1963/64 konnte er die guten Leistungen aus dem Vorjahr nicht wiederholen und landete auf hinteren Plätzen. Trotz dieses Misserfolgs gehörte er zum ungarischen Aufgebot für die Olympischen Winterspiele 1964 in Innsbruck. Dort erreichte er auf der Toni-Seelos-Olympiaschanze in Seefeld den 52. Rang und von der Bergiselschanze in Innsbruck den 49. Rang. Nach den Spielen startete er weiter in der Vierschanzentournee. Die Tournee 1964/65 brach er jedoch nach einem 62. Platz in Oberstdorf ab. Zu seiner letzten Vierschanzentournee 1965/66 sprang er nochmals alle Springen und beendete die Tournee auf dem 51. Platz der Gesamtwertung.

## Erfolge

### Vierschanzentournee-Platzierungen
| Saison  | Platz | Punkte |
| ------- | ----- | ------ |
| 1962/63 | 29.   | 675.4  |
| 1965/66 | 51.   | 644.6  |

### Ungarische Meisterschaften
- Skispringen: Einzel 1958, 1960, 1963, 1965; Team: 1958, 1962, 1964[3]
- Nordische Kombination: Einzel: 1957, 1958, 1959, Team: 1964